# Lední hokej na Zimních olympijských hrách 2006 – turnaj muži

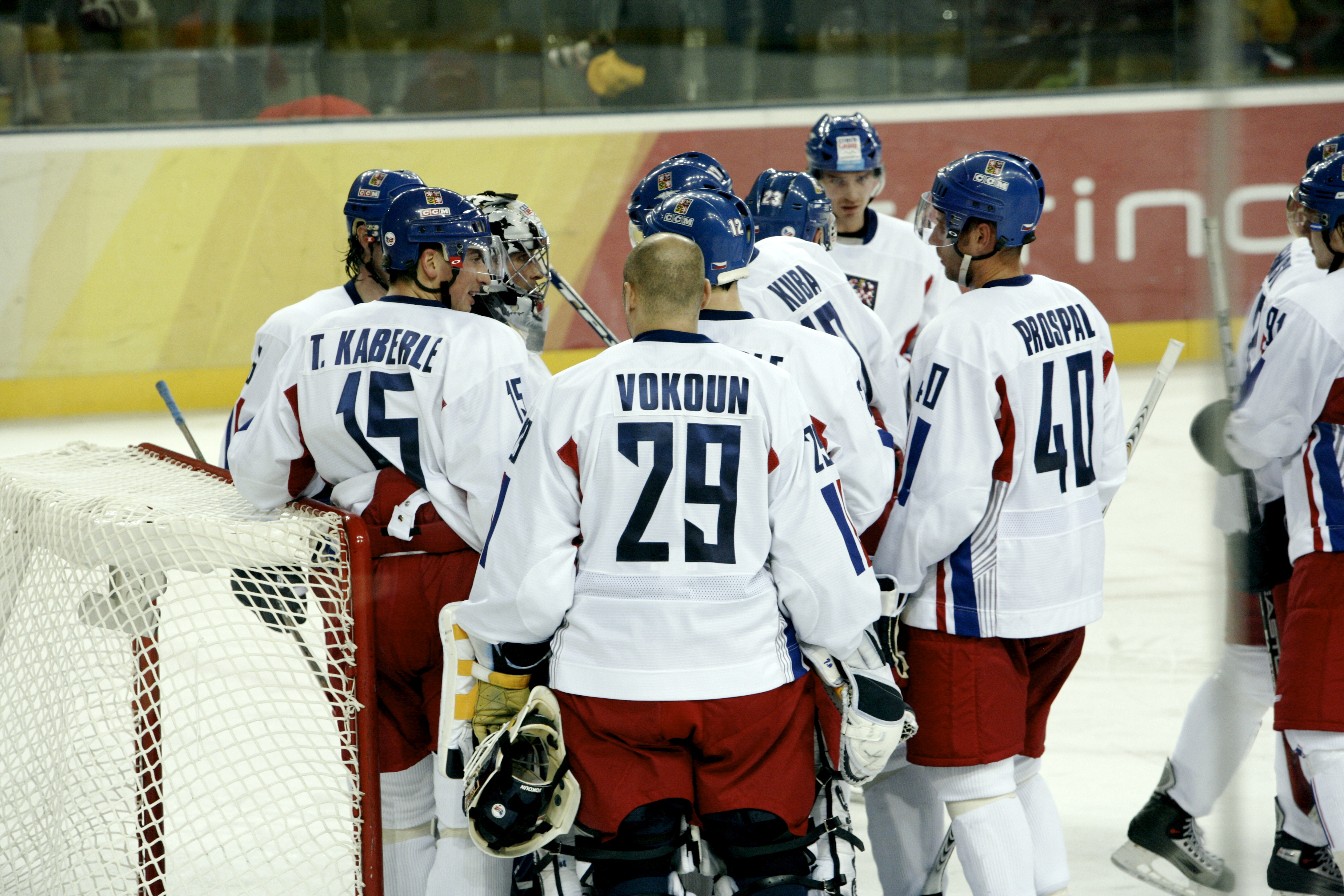
Čeští hráči po vítězném čtvrtfinálovém utkání

Hokejový turnaj mužů na olympiádě v Turíně se hrál od 11. do 26. února v Turíně, v hale Palasport Olimpico a v hale Torino Esposizioni.

## Turnaj mužů

### Kvalifikace olympijského turnaje
Před začátkem mužského turnaje na olympijských hrách byly ve dnech 10. až 13. února 2005 sehrány tři kvalifikační turnaje. Každého z těchto turnajů se účastnily čtyři týmy, jednotlivá mužstva se v rámci turnaje utkala systémem každý s každým a na olympijské hry postoupil vždy pouze nejlepší tým z daného turnaje.

#### Skupina A
Zápasy skupiny A se hrály ve švýcarském Klotenu.

##### Výsledky
| Datum          | Soupeři   | Soupeři | Soupeři   | Výsledek | Třetiny | Třetiny | Třetiny |
| -------------- | --------- | ------- | --------- | -------- | ------- | ------- | ------- |
| 10. února 2005 | Dánsko    | -       | Norsko    | 0:4      | 0:3     | 0:1     | 0:0     |
| 10. února 2005 | Japonsko  | -       | Švýcarsko | 1:5      | 0:2     | 0:2     | 1:1     |
| 12. února 2005 | Dánsko    | -       | Japonsko  | 5:2      | 2:1     | 1:0     | 2:1     |
| 12. února 2005 | Švýcarsko | -       | Norsko    | 3:1      | 1:1     | 1:0     | 1:0     |
| 13. února 2005 | Norsko    | -       | Japonsko  | 4:3      | 0:2     | 2:0     | 2:1     |
| 13. února 2005 | Švýcarsko | -       | Dánsko    | 4:2      | 1:0     | 2:2     | 1:0     |

##### Tabulka
| Poř. | Tým       | Z | V | R | P | VG | OG | B |
| ---- | --------- | - | - | - | - | -- | -- | - |
| 1.   | Švýcarsko | 3 | 3 | 0 | 0 | 12 | 4  | 6 |
| 2.   | Norsko    | 3 | 2 | 0 | 1 | 9  | 6  | 4 |
| 3.   | Dánsko    | 3 | 1 | 0 | 2 | 7  | 10 | 2 |
| 4.   | Japonsko  | 3 | 0 | 0 | 3 | 6  | 14 | 0 |

#### Skupina B
Zápasy skupiny B se hrály v lotyšské Rize.

##### Výsledky
| Datum          | Soupeři   | Soupeři | Soupeři   | Výsledek | Třetiny | Třetiny | Třetiny |
| -------------- | --------- | ------- | --------- | -------- | ------- | ------- | ------- |
| 10. února 2005 | Bělorusko | -       | Polsko    | 3:2      | 2:0     | 0:1     | 1:1     |
| 10. února 2005 | Slovinsko | -       | Lotyšsko  | 1:2      | 1:0     | 0:2     | 0:0     |
| 11. února 2005 | Bělorusko | -       | Slovinsko | 7:2      | 0:1     | 4:1     | 3:0     |
| 11. února 2005 | Lotyšsko  | -       | Polsko    | 3:1      | 0:0     | 1:1     | 2:0     |
| 13. února 2005 | Polsko    | -       | Slovinsko | 3:4      | 0:1     | 1:1     | 2:2     |
| 13. února 2005 | Lotyšsko  | -       | Bělorusko | 5:4      | 1:2     | 1:1     | 3:1     |

##### Tabulka
| Poř. | Tým       | Z | V | R | P | VG | OG | B |
| ---- | --------- | - | - | - | - | -- | -- | - |
| 1.   | Lotyšsko  | 3 | 3 | 0 | 0 | 10 | 6  | 6 |
| 2.   | Bělorusko | 3 | 2 | 0 | 1 | 14 | 9  | 4 |
| 3.   | Slovinsko | 3 | 1 | 0 | 2 | 7  | 12 | 2 |
| 4.   | Polsko    | 3 | 0 | 0 | 3 | 6  | 10 | 0 |

#### Skupina C
Zápasy skupiny C se hrály v rakouském Klagenfurtu.

##### Výsledky
| Datum          | Soupeři    | Soupeři | Soupeři    | Výsledek | Třetiny | Třetiny | Třetiny |
| -------------- | ---------- | ------- | ---------- | -------- | ------- | ------- | ------- |
| 10. února 2005 | Ukrajina   | -       | Francie    | 3:4      | 0:1     | 2:0     | 1:3     |
| 10. února 2005 | Kazachstán | -       | Rakousko   | 0:4      | 0:0     | 0:1     | 0:3     |
| 11. února 2005 | Ukrajina   | -       | Kazachstán | 1:2      | 1:1     | 0:1     | 0:0     |
| 11. února 2005 | Rakousko   | -       | Francie    | 1:1      | 0:1     | 0:0     | 1:0     |
| 13. února 2005 | Rakousko   | -       | Ukrajina   | 3:4      | 1:2     | 1:1     | 1:1     |
| 13. února 2005 | Francie    | -       | Kazachstán | 0:1      | 0:1     | 0:0     | 0:0     |

##### Tabulka
| Poř. | Tým        | Z | V | R | P | VG | OG | B |
| ---- | ---------- | - | - | - | - | -- | -- | - |
| 1.   | Kazachstán | 3 | 2 | 0 | 1 | 3  | 5  | 4 |
| 2.   | Rakousko   | 3 | 1 | 1 | 1 | 8  | 5  | 3 |
| 3.   | Francie    | 3 | 1 | 1 | 2 | 5  | 5  | 3 |
| 4.   | Ukrajina   | 3 | 1 | 0 | 2 | 8  | 9  | 2 |

#### Shrnutí
Z olympijské kvalifikace se do vlastního turnaje na olympijských hrách probojovaly celky Švýcarska, Lotyšska a Kazachstánu.

### Olympijský turnaj

#### Skupina A

##### Výsledky
| Datum          | Místo              | Soupeři   | Soupeři | Soupeři   | Výsledek | Třetiny | Třetiny | Třetiny | Rozhodčí                                                |
| -------------- | ------------------ | --------- | ------- | --------- | -------- | ------- | ------- | ------- | ------------------------------------------------------- |
| 15. února 2006 | Palasport Olimpico | Itálie    | -       | Kanada    | 2:7      | 0:1     | 2:5     | 0:1     | Thomas Andersson - Miroslav Halecký, Sergej Šeljanin    |
| 15. února 2006 | Torino Esposizioni | Švýcarsko | -       | Finsko    | 0:5      | 0:1     | 0:4     | 0:0     | Don Van Massenhoven - Joacim Karlsson, Thor Eric Nelson |
| 15. února 2006 | Palasport Olimpico | Německo   | -       | Česko     | 1:4      | 1:0     | 0:2     | 0:2     | Dan Marouelli - Kevin Redding, Tony Sericolo            |
| 16. února 2006 | Palasport Olimpico | Finsko    | -       | Itálie    | 6:0      | 0:0     | 4:0     | 2:0     | Vjačeslav Bulanov - Kevin Redding, Milan Mášik          |
| 16. února 2006 | Torino Esposizioni | Česko     | -       | Švýcarsko | 2:3      | 0:1     | 1:1     | 1:1     | Dennis LaRue - Tony Sericolo, Sergej Šeljanin           |
| 16. února 2006 | Palasport Olimpico | Kanada    | -       | Německo   | 5:1      | 3:0     | 1:1     | 1:0     | Christer Lärking - Miroslav Halecký, Thor Eric Nelson   |
| 18. února 2006 | Palasport Olimpico | Itálie    | -       | Německo   | 3:3      | 1:0     | 0:1     | 2:2     | Timo Favorin - Joacim Karlsson, Milan Mášik             |
| 18. února 2006 | Torino Esposizioni | Švýcarsko | -       | Kanada    | 2:0      | 1:0     | 1:0     | 0:0     | Vjačeslav Bulanov - Miroslav Halecký, Kevin Redding     |
| 18. února 2006 | Palasport Olimpico | Česko     | -       | Finsko    | 2:4      | 1:1     | 1:1     | 0:2     | Thomas Andersson - Tony Sericolo, Sergej Šeljanin       |
| 19. února 2006 | Palasport Olimpico | Německo   | -       | Švýcarsko | 2:2      | 0:0     | 1:2     | 1:0     | Don Van Massenhoven - Kevin Redding, Sergej Šeljanin    |
| 19. února 2006 | Palasport Olimpico | Česko     | -       | Itálie    | 4:1      | 2:0     | 1:0     | 1:1     | Vjačeslav Bulanov - Miroslav Halecký, Joacim Karlsson   |
| 19. února 2006 | Torino Esposizioni | Finsko    | -       | Kanada    | 2:0      | 2:0     | 0:0     | 0:0     | Vladimír Šindler - Milan Mášik, Thor Eric Nelson        |
| 21. února 2006 | Palasport Olimpico | Švýcarsko | -       | Itálie    | 3:3      | 2:1     | 0:1     | 1:1     | Dennis LaRue - Tony Sericolo, Milan Mášik               |
| 21. února 2006 | Torino Esposizioni | Finsko    | -       | Německo   | 2:0      | 1:0     | 1:0     | 0:0     | Danny Kurmann - Miroslav Halecký, Kevin Redding         |
| 21. února 2006 | Palasport Olimpico | Kanada    | -       | Česko     | 3:2      | 3:0     | 0:1     | 0:1     | Dan Marouelli - Joacim Karlsson, Thor Eric Karlsson     |

##### Tabulka
| Poř. | Tým       | Z | V | R | P | VG | OG | B  |
| ---- | --------- | - | - | - | - | -- | -- | -- |
| 1.   | Finsko    | 5 | 5 | 0 | 0 | 19 | 2  | 10 |
| 2.   | Švýcarsko | 5 | 2 | 2 | 1 | 10 | 12 | 6  |
| 3.   | Kanada    | 5 | 3 | 0 | 2 | 15 | 9  | 6  |
| 4.   | Česko     | 5 | 2 | 0 | 3 | 14 | 12 | 4  |
| 5.   | Německo   | 5 | 0 | 2 | 3 | 7  | 16 | 2  |
| 6.   | Itálie    | 5 | 0 | 2 | 3 | 9  | 23 | 2  |

#### Skupina B

##### Výsledky
| Datum          | Místo              | Soupeři    | Soupeři | Soupeři    | Výsledek | Třetiny | Třetiny | Třetiny | Rozhodčí                                                 |
| -------------- | ------------------ | ---------- | ------- | ---------- | -------- | ------- | ------- | ------- | -------------------------------------------------------- |
| 15. února 2006 | Torino Esposizioni | Kazachstán | -       | Švédsko    | 2:7      | 0:3     | 1:4     | 1:0     | Vladimír Šindler - Stefan Fonselius, Pierre Racicot      |
| 15. února 2006 | Torino Esposizioni | Rusko      | -       | Slovensko  | 3:5      | 2:1     | 1:2     | 0:2     | Paul Devorski - Derek Doucette, Antti Hämäläinen         |
| 15. února 2006 | Palasport Olimpico | Lotyšsko   | -       | USA        | 3:3      | 1:2     | 2:0     | 0:1     | Timo Favorin - Thomas Gemeinhardt, Steve Michael Miller  |
| 16. února 2006 | Palasport Olimpico | Švédsko    | -       | Rusko      | 0:5      | 0:0     | 0:3     | 0:2     | Don Van Massenhoven - Petr Blümel, Steve Michael Miller  |
| 16. února 2006 | Torino Esposizioni | Slovensko  | -       | Lotyšsko   | 6:3      | 4:1     | 1:2     | 1:0     | Danny Kurmann - Stefan Fonselius, Pierre Racicot         |
| 16. února 2006 | Torino Esposizioni | USA        | -       | Kazachstán | 4:1      | 3:0     | 0:0     | 1:1     | Thomas Andersson - Derek Doucette, Antti Hämäläinen      |
| 18. února 2006 | Torino Esposizioni | Kazachstán | -       | Rusko      | 0:1      | 0:0     | 0:1     | 0:0     | Christer Lärking - Stefan Fonselius, Thomas Gemeinhardt  |
| 18. února 2006 | Palasport Olimpico | Švédsko    | -       | Lotyšsko   | 6:1      | 1:0     | 4:0     | 1:1     | Paul Devorski - Derek Doucette, Antti Hämäläinen         |
| 18. února 2006 | Torino Esposizioni | Slovensko  | -       | USA        | 2:1      | 0:0     | 1:1     | 1:0     | Dan Marouelli - Petr Blümel, Peierre Racicot             |
| 19. února 2006 | Torino Esposizioni | Rusko      | -       | Lotyšsko   | 9:2      | 3:1     | 3:0     | 3:1     | Dennis LaRue - Petr Blümel, Stefan Fonselius             |
| 19. února 2006 | Palasport Olimpico | Slovensko  | -       | Kazachstán | 2:1      | 0:1     | 1:0     | 1:0     | Danny Kurmann - Antti Hämäläinen, Derek Doucette         |
| 19. února 2006 | Torino Esposizioni | USA        | -       | Švédsko    | 1:2      | 1:1     | 0:0     | 0:1     | Dan Marouelli - Thomas Gemeinhardt, Steve Michael Miller |
| 21. února 2006 | Torino Esposizioni | Lotyšsko   | -       | Kazachstán | 2:5      | 1:1     | 0:1     | 1:3     | Christer Lärking - Thomas Gemeinhardt, Derek Doucette    |
| 21. února 2006 | Torino Esposizioni | Švédsko    | -       | Slovensko  | 0:3      | 0:1     | 0:0     | 0:2     | Timo Favorin - Petr Blümel, Pierre Racicot               |
| 21. února 2006 | Palasport Olimpico | USA        | -       | Rusko      | 4:5      | 1:2     | 1:1     | 2:2     | Paul Devorski - Steve Michael Miller, Stefan Fonselius   |

##### Tabulka
| Poř. | Tým        | Z | V | R | P | VG | OG | B  |
| ---- | ---------- | - | - | - | - | -- | -- | -- |
| 1.   | Slovensko  | 5 | 5 | 0 | 0 | 18 | 8  | 10 |
| 2.   | Rusko      | 5 | 4 | 0 | 1 | 23 | 11 | 8  |
| 3.   | Švédsko    | 5 | 3 | 0 | 2 | 15 | 12 | 6  |
| 4.   | USA        | 5 | 1 | 1 | 3 | 13 | 13 | 3  |
| 5.   | Kazachstán | 5 | 1 | 0 | 4 | 9  | 16 | 2  |
| 6.   | Lotyšsko   | 5 | 0 | 1 | 4 | 11 | 29 | 1  |

#### Play-off

##### Pavouk vyřazovacích bojů
|  | Čtvrtfinále        | Čtvrtfinále        |                    |       | Semifinále  | Semifinále  |  |  | Finále             | Finále |
|  |                    |                    |                    |       |             |             |  |  |                    |        |
|  | Palasport Olimpico |                    |                    |       |             |             |  |  |                    |        |
|  |                    |                    |                    |       |             |             |  |  |                    |        |
|  | Finsko             | 4                  |                    |       |             |             |  |  |                    |        |
|  | Finsko             | 4                  | Palasport Olimpico |       |             |             |  |  |                    |        |
|  | USA                | 3                  |                    |       |             |             |  |  |                    |        |
|  | USA                | 3                  | Finsko             | 4     |             |             |  |  |                    |        |
|  | Torino Esposizioni |                    | Finsko             | 4     |             |             |  |  |                    |        |
|  |                    | Rusko              | 0                  |       |             |             |  |  |                    |        |
|  | Rusko              | Rusko              | 0                  | 2     |             |             |  |  |                    |        |
|  | Rusko              |                    | Palasport Olimpico | 2     |             |             |  |  |                    |        |
|  | Kanada             | 0                  |                    |       |             |             |  |  |                    |        |
|  | Kanada             | 0                  | Finsko             | 2     |             |             |  |  |                    |        |
|  | Torino Esposizioni |                    | Finsko             | 2     |             |             |  |  |                    |        |
|  |                    | Švédsko            | 3                  |       |             |             |  |  |                    |        |
|  | Švýcarsko          | Švédsko            | 3                  | 2     |             |             |  |  |                    |        |
|  | Švýcarsko          | Palasport Olimpico |                    | 2     |             |             |  |  |                    |        |
|  | Švédsko            | 6                  |                    |       |             |             |  |  |                    |        |
|  | Švédsko            | 6                  | Švédsko            | 7     | Třetí místo | Třetí místo |  |  |                    |        |
|  | Palasport Olimpico |                    | Švédsko            | 7     | Třetí místo | Třetí místo |  |  |                    |        |
|  |                    | Česko              | 3                  |       |             |             |  |  |                    |        |
|  | Slovensko          | Česko              | 3                  | 1     | Rusko       | 0           |  |  |                    |        |
|  | Slovensko          |                    |                    | 1     | Rusko       | 0           |  |  |                    |        |
|  | Česko              | 3                  |                    | Česko | 3           |             |  |  |                    |        |
|  | Česko              | 3                  |                    |       | 3           |             |  |  |                    |        |
|  |                    |                    |                    |       |             |             |  |  | Palasport Olimpico |        |
|  |                    |                    |                    |       |             |             |  |  |                    |        |

##### Čtvrtfinále
| Datum          | Místo              | Soupeři   | Soupeři | Soupeři | Výsledek | Třetiny | Třetiny | Třetiny | Rozhodčí                                               |
| -------------- | ------------------ | --------- | ------- | ------- | -------- | ------- | ------- | ------- | ------------------------------------------------------ |
| 22. února 2006 | Palasport Olimpico | Finsko    | -       | USA     | 4:3      | 2:1     | 2:1     | 0:1     | Paul Devorski - Milan Mášik, Steve Michael Miller      |
| 22. února 2006 | Torino Esposizioni | Rusko     | -       | Kanada  | 2:0      | 0:0     | 0:0     | 2:0     | Dennis LaRue - Joacim Karlsson, Tony Sericolo          |
| 22. února 2006 | Torino Esposizioni | Švýcarsko | -       | Švédsko | 2:6      | 1:2     | 0:3     | 1:1     | Dan Marouelli - Thor Eric Nelson, Sergej Šeljanin      |
| 22. února 2006 | Palasport Olimpico | Slovensko | -       | Česko   | 1:3      | 0:1     | 0:1     | 1:1     | Don Van Massenhoven - Stefan Fonselius, Pierre Racicot |

##### Semifinále
| Datum          | Místo              | Soupeři | Soupeři | Soupeři | Výsledek | Třetiny | Třetiny | Třetiny | Rozhodčí                                         |
| -------------- | ------------------ | ------- | ------- | ------- | -------- | ------- | ------- | ------- | ------------------------------------------------ |
| 24. února 2006 | Palasport Olimpico | Finsko  | -       | Rusko   | 4:0      | 1:0     | 2:0     | 1:0     | Don Van Massenhoven - Milan Mášik, Tony Sericolo |
| 24. února 2006 | Palasport Olimpico | Švédsko | -       | Česko   | 7:3      | 2:1     | 4:2     | 1:0     | Dan Marouelli - Antti Hämäläinen, Pierre Racicot |

##### O 3. místo
| Datum          | Místo              | Soupeři | Soupeři | Soupeři | Výsledek | Třetiny | Třetiny | Třetiny | Rozhodčí                                                 |
| -------------- | ------------------ | ------- | ------- | ------- | -------- | ------- | ------- | ------- | -------------------------------------------------------- |
| 25. února 2006 | Palasport Olimpico | Rusko   | -       | Česko   | 0:3      | 0:1     | 0:1     | 0:1     | Thomas Andersson - Joacim Karlsson, Steve Micharl Miller |

##### Finále
| Datum          | Místo              | Soupeři | Soupeři | Soupeři | Výsledek | Třetiny | Třetiny | Třetiny | Rozhodčí                                      |
| -------------- | ------------------ | ------- | ------- | ------- | -------- | ------- | ------- | ------- | --------------------------------------------- |
| 26. února 2006 | Palasport Olimpico | Finsko  | -       | Švédsko | 2:3      | 1:0     | 1:2     | 0:1     | Paul Devorski - Milan Mášik, Thor Eric Nelson |

### Konečné umístění
| Pořadí | Tým           | Soupisky |
| ------ | ------------- | -------- |
|        | Švédsko (SWE) | Soupiska |
|        | Finsko (FIN)  | Soupiska |
|        | Česko (CZE)   | Soupiska |
| 4.     | Rusko         | Soupiska |
| 5.     | Slovensko     | Soupiska |
| 6.     | Švýcarsko     | Soupiska |
| 7.     | Kanada        | Soupiska |
| 8.     | USA           | Soupiska |
| 9.     | Kazachstán    | Soupiska |
| 10.    | Německo       | Soupiska |
| 11.    | Itálie        | Soupiska |
| 12.    | Lotyšsko      | Soupiska |

### Statistiky

#### Kanadské bodování
- Teemu Selänne (Finsko) – 11 bodů (6+5)
- Saku Koivu (Finsko) – 11 bodů (3+8)
- Daniel Alfredsson (Švédsko) – 10 bodů (5+5)

#### Pořadí utkání podle nejvyšší návštěvností
- Slovensko vs. Kazachstán – 9160 diváků
- Kanada vs. Česko – 9126 diváků
- Itálie vs. Německo – 9908 diváků

#### Pořadí týmů podle vstřelených branek
- Švédsko – 31
- Finsko – 29
- Rusko – 25

#### Pořadí brankářů podle odchytaných minut
- Henrik Lundqvist (Švédsko) – 360
- Antero Niittymäki (Finsko) – 359
- Tomáš Vokoun (Česko) – 341

## Medailisté
| Umístění | Mužstvo | Hráči |
| -------- | ------- | --- |
| Zlato    | SWE     | Brankáři: Stefan Liv, Henrik Lundqvist, Mikael Tellqvist Obránci: Christian Bäckman, Niclas Hävelid, Kenny Jönsson, Niklas Kronwall, Nicklas Lidström, Mattias Öhlund, Ronnie Sundin, Daniel Tjärnqvist Útočníci: Daniel Alfredsson, Per-Johan Axelsson, Peter Forsberg, Mika Hannula, Tomas Holmström, Jörgen Jönsson, Fredrik Modin, Samuel Påhlsson, Mikael Samuelsson, Daniel Sedin, Henrik Sedin, Mats Sundin, Henrik Zetterberg Trenér: Bengt-Åke Gustafsson |
| Stříbro  | FIN     | Brankáři: Niklas Bäckström, Antero Niittymäki, Fredrik Norrena Obránci: Aki-Petteri Berg, Toni Lydman, Antti-Jussi Niemi, Petteri Nummelin, Teppo Numminen, Sami Salo, Kimmo Timonen, Lasse Kukkonen Útočníci: Niklas Hagman, Jukka Hentunen, Jussi Jokinen, Olli Jokinen, Niko Kapanen, Mikko Koivu, Saku Koivu, Antti Laaksonen, Jere Lehtinen, Ville Nieminen, Ville Peltonen, Jarkko Ruutu, Teemu Selänne Trenér: Erkka Westerlund                             |
| Bronz    | CZE     | Brankáři: Milan Hnilička, Dušan Salfický, Tomáš Vokoun, Dominik Hašek (zraněn po prvním zápase) Obránci: František Kaberle, Tomáš Kaberle, Filip Kuba, Pavel Kubina, Marek Malík, Jaroslav Špaček, Marek Židlický Útočníci: Jan Bulis, Petr Čajánek, Martin Erat, Milan Hejduk, Aleš Hemský, Jaromír Jágr, Aleš Kotalík, Robert Lang, Rostislav Olesz, Václav Prospal, Martin Ručinský, Martin Straka, David Výborný Trenér: Alois Hadamczik                       |